# Томас Шролль
Томас Шролль  (нім. Thomas Schroll, 26 листопада 1965) — австрійський бобслеїст, олімпійський чемпіон.

## Виступи на Олімпіадах
| Олімпіада        | Дисципліна | Місце |
| ---------------- | ---------- | ----- |
| Альбервіль 1992  | двійка     | 4     |
| Альбервіль 1992  | четвірка   | 1     |
| Ліллехаммер 1994 | двійка     | 5     |